# Crostwitz
Crostwitz (alt sòrab: Chrósćicy) és un municipi alemany que pertany a l'estat de Saxònia. Es troba a 12 kilòmetres de Kamenz L'alt sòrab és la llengua més parlada al municipi.

## Nuclis
- Caseritz (Kozarcy), 46 habitants
- Crostwitz, 629 habitants
- Horka (Hórki), 282 habitants
- Kopschin (Kopšin), 26 habitants
- Nucknitz (Nuknica), 58 habitants
- Prautitz (Prawoćicy), 80 habitants

## Història
El municipi fou esmenat per primer cop el 1225. El 1945 s'hi va fundar la Domowina, només cinc dies després d'haver acabat la guerra.

## Personatges il·lustres
- Jurij Koch, escriptor sòrab
- Jurij Chěžka, escriptor sòrab